# Gitzenweiler
Gitzenweiler (auch: Gitzenweiler Hof, mundartlich: Gitsəwilər) ist ein Gemeindeteil der bayerisch-schwäbischen Großen Kreisstadt Lindau (Bodensee).

## Geographie
Die Einöde liegt circa 4,5 Kilometer nördlich der Lindauer Insel in Gemarkung Oberreitnau. Östlich der Ortschaft verläuft die Gemeindegrenze zur Gemeinde Weißensberg. Nördlich von Gitzenweiler verläuft die Bahnstrecke Buchloe–Lindau. Im Westen befindet sich das Naturschutzgebiet Spatzenwinkel.

## Geschichte
Gitzenweiler wurde urkundlich erstmals im Jahr 1290 als Gizinwiller erwähnt. Der Ortsname setzt sich aus dem Grundwort -weiler und dem Personennamen Gizo oder dem Familiennamen Kitzi zusammen.

### Gitzenweiler Hof
Im 14. Jahrhundert lebte auf den Höfen der Ritter Ulrich zu Ebersberg. Er verkaufte 1384 laut der Niederschriften im Stadtarchiv Lindau seinen Hof mit mehreren anderen Gütern an den Lindauer Bürger Heinrich Sürg. Ende des 15. Jahrhunderts gehörte das Gut dem Bürgermeister Hans Dehler von Lindau. Im 16. Jahrhundert forderten Bauern den Bürger Dietrich Hurlewangen auf, sich bei der großen Bauernrevolte zum Hauptmann und Führer des Seehaufens wählen zu lassen. Um das Jahr 1700 erwarb Johann Andreas Heider (6. Januar 1639, † 28. Juni 1719), ältester Sohn des Patriziers Valentin Heider, das Gut Gitzenweiler Hof. Fortan nannten er und seine Familie sich „von Heider zu Gitzenweiler“. Er war Ratssyndikus der Reichsstadt Lindau und herzoglich württembergischer Geheimer Rat. 1708 erhielt er einen kaiserlichen Bestätigungsbrief des rittermäßigen Adelsstandes seiner Familie, nebst einer Wappenbesserung. Der ihn überlebende Sohn war Gottlieb von Heider zu Gitzenweiler (1679–1753), der sich auch zuweilen, in der lateinischen Übersetzung seines Rufnamens, „Theophil“ nannte. Dieser war ebenfalls Jurist, herzoglich württembergischer Rat, älterer Bürgermeister sowie Präses des Kirchen- und Schulrats seiner Vaterstadt Lindau. Er überlebte zwar seine beiden ledig gebliebenen, bereits 1700 bzw. 1706 verstorbenen Brüder Daniel und Johann David, aber da jede seiner drei Ehen kinderlos geblieben war, starb er 1753 als der letzte Heider zu Gitzenweiler. Das Wappen derer von Heider zu Gitzenweiler ist heute noch im Original am Gitzenweiler Herrenhaus und in Lindau/Bodensee am Alten Rathaus (oben rechts am Zifferblatt) zu betrachten.

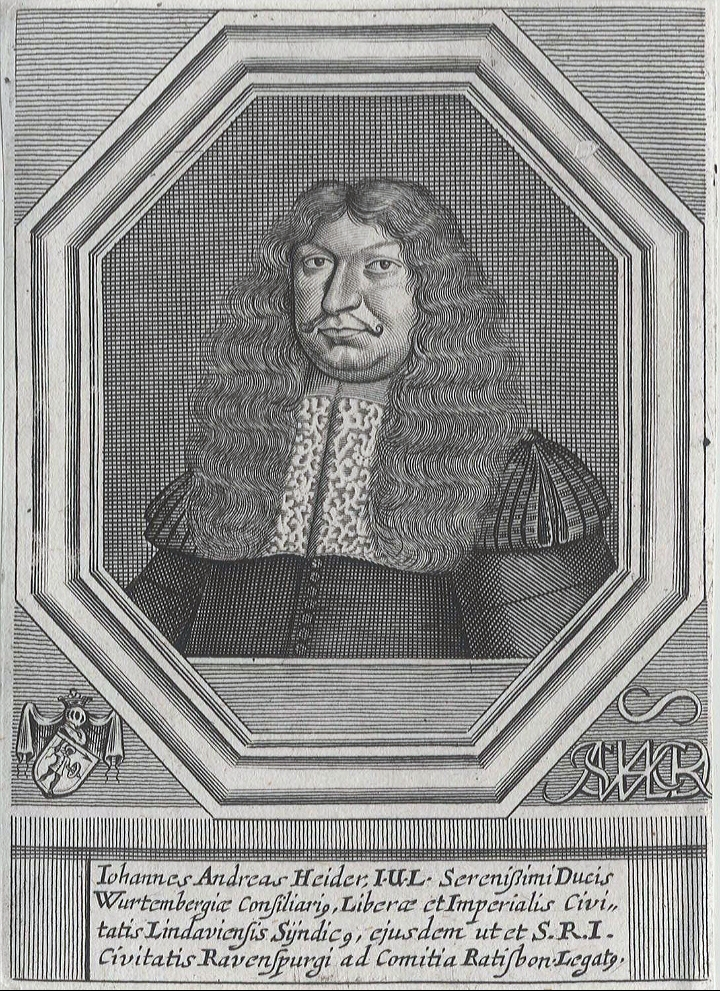
Johann Andreas von Heider zu Gitzenweiler
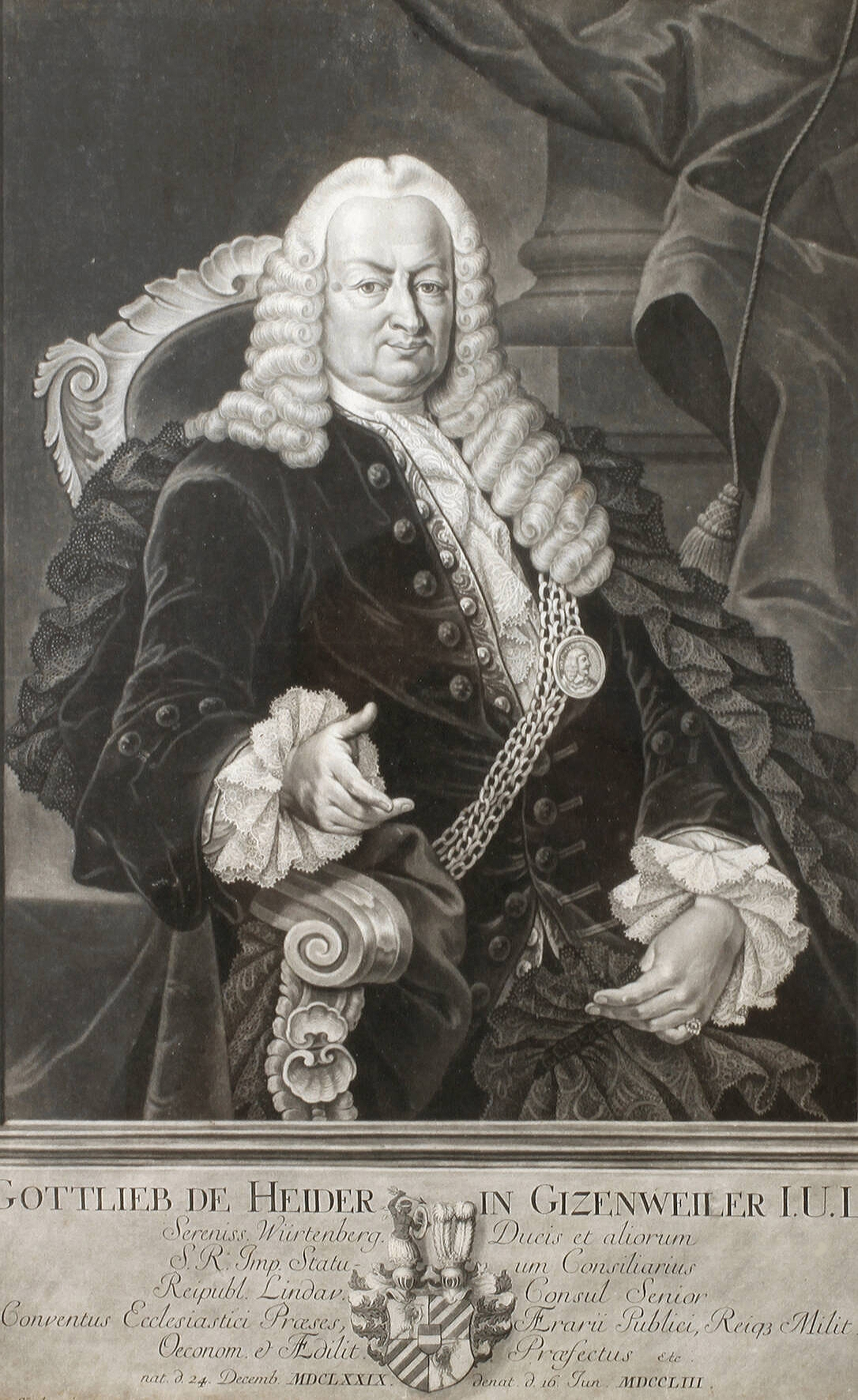
Gottlieb von Heider zu Gitzenweiler

## Infrastruktur
Gitzenweiler ist durch den Stadtbus Lindau (Linie 4, Haltestelle Gitzenweiler Hof) an den Nahverkehr angebunden.

## Wirtschaft
In Gitzenweiler liegt ein großflächiger Campingpark mit über 500 Stellplätzen. Zum Angebot gehören eine öffentlich zugängliche Gastronomie mit Wirtshaus, Pizzeria und Grillhütte sowie ein kleiner Einkaufsmarkt.